# Gottfridsberg

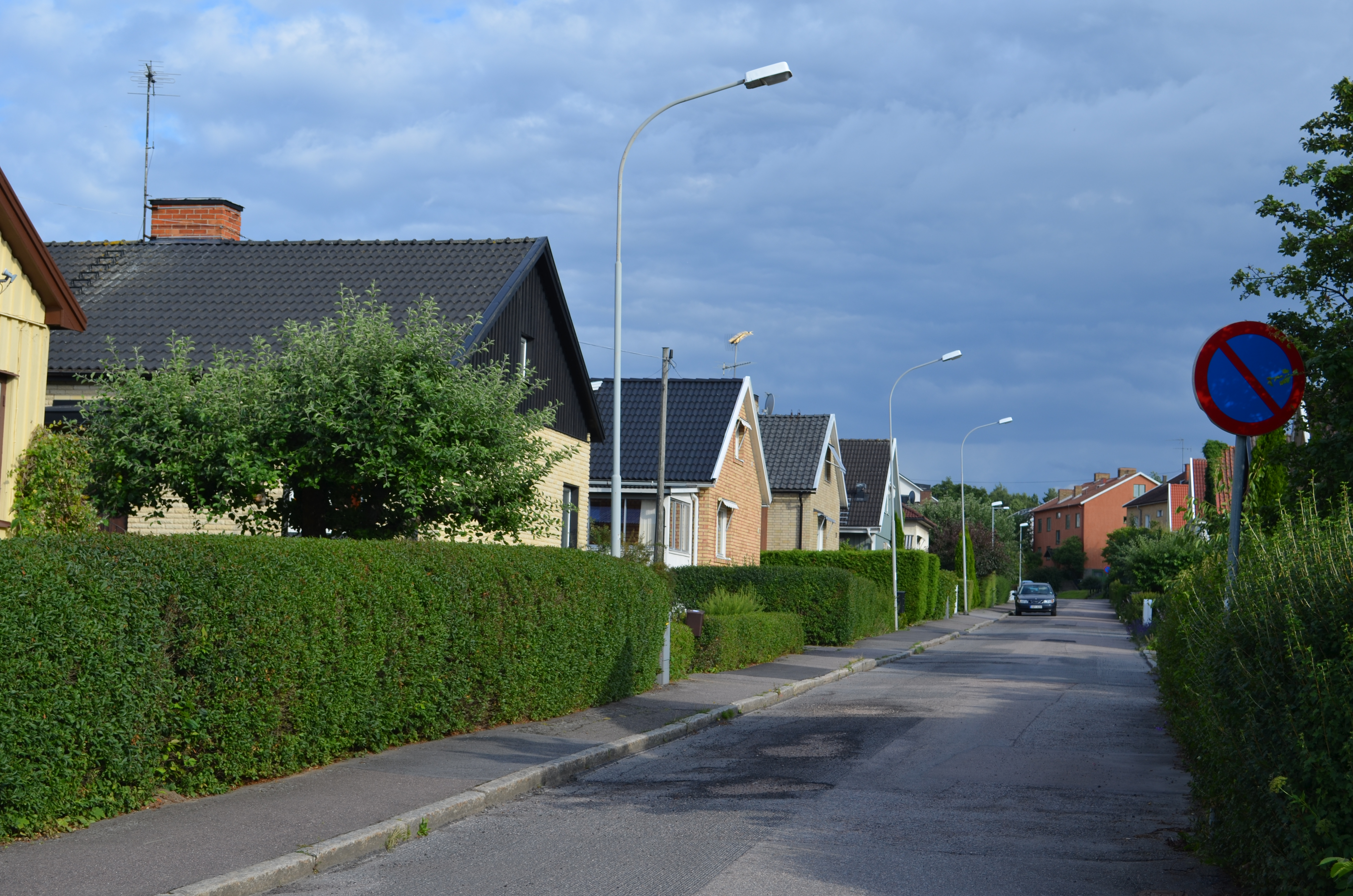
Örngatan

Gottfridsberg i Linköping är en relativt central stadsdel, väster om Innerstaden. Den består av de gamla stadsdelarna Barhäll, Fridhem, gamla Gottfridsberg, Tornhagen och Åbylund. Området begränsas i söder av Malmslättsvägen, i öster av Västra Vägen och Bergsvägen, i norr av järnvägen och i väster av Rydsskogen.
Stadsdelen har bland annat dagligvarubutik, restaurang, pizzerior, gatukök och bageri. Här finns även gruppbostäder, sjukhemsplatser och vårdbostäder för dementa, skolor som resursskola, förskola, grundskola och gymnasium. I området finns Folkets park och Cupolen, med arrangemang som exempelvis dans, mässor, och utställningar.
Bebyggelsen domineras av flerbostadshus med 4 788 lägenheter inklusive studentbostäderna i Flamman och Fjärilen. Småhus finns främst i områdena Barhäll, Fridhem och Tornhagen.
Den 31 december 2022 bodde 8 821 personer i Gottfridsberg, att jämföra med 1965 års folkmängd med 10 645 personer. Under 2010 sker viss expansion av området, då 63 bostadsrätter byggs i kvarteret Omtanken. Planering pågår för byggnad av 250-300 bostäder vid Folkets park.
Gottfridsberg växte fram som en förstad till Linköping i slutet av 1800-talet och början av 1900-talet. Stadsdelen fick sitt namn efter en byggmästare vid namn Gottfrid. Området hade till en början till stor del en befolkning av arbetare och mindre förmögna invånare. Livet i Gottfridsberg under 1930- och 40-talen har skildrats av den gamle Gottfridsbergsprofilen Lasse Strandh. Komikern, författaren och regissören Tage Danielsson är uppväxt i Gottfridsberg. Även författaren Martin Widmark är delvis uppvuxen i området, något som inspirerat boken "Gösta & Mona. Bästa vänner året om".

## Gränsande stadsdelar
Gottfridsberg gränsar till stadsdelarna Valla, Ryd, Skäggetorp, Tornby, Vasastaden och Innerstaden. Precis söder om stadsdelen ligger naturreservatet Vallaskogen.